# Orella d'ase

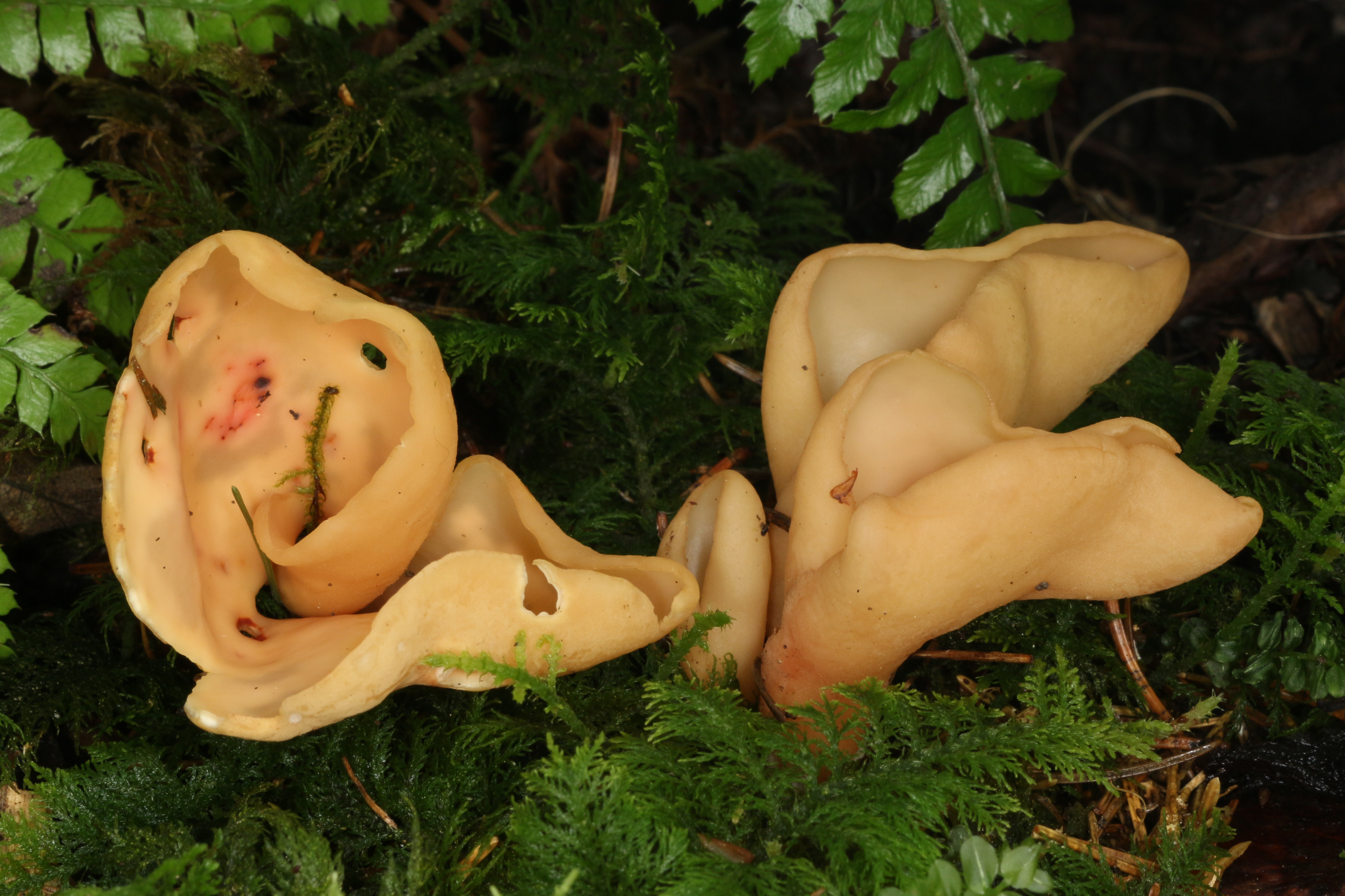
Orella d'ase (Otidea onotica) amb punts de color rogenc en la cara interior.

L'orella d'ase (Otidea onotica, del grec us, otós, orella, eidos, forma, i ónos, ase) és una espècie de fong ascomicot de l'ordre dels pezizals (Pezizales), una de les més comunes i conegudes del gènere i del grup de les orelles d'ase. Es caracteritza per desenvolupar apotecis de color groc ocraci bastant grans, sovint amb una tonalitat rosada, puntejats o tacats en la cara interna. La presència de tons rosats varia considerablement.